# Oberneisen
Oberneisen este o comună din landul Renania-Palatinat, Germania. Se află la o altitudine de 135 m deasupra nivelului mării. Are o suprafață de 4,53 km². Populația este de 719 locuitori, determinată în 31 decembrie 2023, prin actualizare statistică[*].